# 1798 a tudományban
Az 1798. év a tudományban és a technikában.

## Fizika
- Benjamin Thompsom publikálja An Experimental Enquiry Concerning the Source of the Heat which is Excited by Friction című munkáját.

## Kémia
- Louis Nicolas Vauquelin felfedezi a berilliumot.

## Orvostudomány
- Edward Jenner publikálja An Inquiry into the Causes and Effects of the Variolae Vaccinae című munkáját.

## Díjak
- Copley-érem: George Shuckburgh-Evelyn, Evelyn Charles Hatchett

## Születések
- december 28. - Thomas Henderson csillagász († 1844)

## Halálozások
- december 4. - Luigi Galvani fizikus (* 1737)
- George Vancouver felfedező (* 1757)